# Allied Administrative Publication
Die Allied Administrative Publications (AAP) sind die veröffentlichten Definitionen von Begriffen, Ausdrücken und Abkürzungen, wie sie in der NATO einheitlich verwendet werden.
Diese einheitlichen Festlegungen wurden von Arbeitsgruppen der NATO in Kontakt auch mit anderen internationalen Standardisierungsgremien erstellt und werden aktuell gehalten, um unterschiedliche Interpretationen von Standards und Verträgen zu vermeiden. Die Definitionen sind international juristisch bindend, es sei denn, im Vertragstext ist explizit eine andere Definition vereinbart worden. Schwerpunktmäßig sind in den AAP militärische und verwaltungsbezogene Definitionen enthalten. Auch im internationalen zivilen Geschäftsverkehr werden einige der Definitionen angewendet.